# Associação Esportiva Canedense
L'Associação Esportiva Canedense est un club brésilien de football basé à Senador Canedo dans l'État de Goiás.